# LTZ
LTZ (ЛТЗ) – marka rosyjskich ciągników rolniczych. Produkowane są w Rosji, a składane w Polsce, w Warszawie. Następca T40, starszej wersji T25. Produkcja ciągników T40 została zaprzestana, a później wznowiona pod nową nazwą LTZ. W ciągniku LTZ powiększono kabinę i zmieniono maskę.
Ciągnik rolniczy LTZ posiada czterocylindrowy silnik Diesla, chłodzony powietrzem lub cieczą (w zależności od wersji i roku produkcji). Traktor posiada napęd na dwie osie, zapadkowy, załączany i wyłączany automatycznie. LTZ posiada 3-sekcyjne wyjścia hydrauliczne.